# Links Park
Le Links Park est un stade de football construit en 1887 et situé à Montrose.
D'une capacité de 4 936 places dont 1 338 assises, il accueille depuis sa création les matches à domicile du Montrose FC, club membre de la Scottish Professional Football League.

## Histoire
Le Gayfield Park a été construit en 1887 et est depuis le stade du Montrose FC. Dans les premiers temps, il arrivait que le club loue son terrain à des cirques pour qu'ils s'y installent et même parfois comme pâturage. En 1920, le club achète une tribune pour 150£ auprès d'organisateurs d'Highland Games. La terrasse le long de Wellington Street a été couverte dans les années 1960. L'éclairage nocturne a été installé en 1971 et a été utilisé en premier pour un match contre Stranraer.
Le stade a été profondément remanié et agrandi dans les années 1990, après la prise de possession du club par Bryan Keith, pour un coût total de presque un million de £ dont 400 000 pris en charge par le Football Trust (en). La tribune principale en bois a été remplacée par une tribune cantilever plus moderne et d'une capacité de 1 258 places assises. Bryan Keith achète personnellement le stade en 1995 et le loue gratuitement au club pour une durée de 25 ans.
En 2006, la compagnie GlaxoSmithKline, qui a des usines à Montrose, fait une donation de 250 000£ au club pour le remplacement de la pelouse, ce qui aboutit à l'installation d'une pelouse artificielle.

## Affluence
Le record d'affluence a été établi le 17 mars 1973 lors d'un match de Coupe d'Écosse entre Montrose et Dundee avec 8 983 spectateurs.
Les moyennes de spectateurs pour les précédentes saisons sont :
- 2014-2015: 419 (League Two)
- 2013-2014: 363 (League One)
- 2012-2013: 334 (Division Two)

## Transport
La gare la plus proche est la gare de Montrose (en), située à 15 minutes à pied. Le stade est rapidement accessible depuis l'A92 (en).